# Vilviestre del Pinar
Vilviestre del Pinar è un comune spagnolo di 572 abitanti situato nella comunità autonoma di Castiglia e León.